# 시폰주의
"시폰주의(シフォン主義)"는 2008년 5월8일 미라이 레코드에서 발매된 상대성이론의 첫 번째 앨범이다.

## 개요
- 상대성이론의 최초의 앨범
- CD샵 점원이 선정하는 '제1회 CD샵 대상'에서 대상을 수상
- 제목은 자본주의와 시폰에서 유래되었다고 생각된다.

## 수록곡
전곡의 작사,작곡,편곡 :마나베 슈이치
1. 수마트라 경비대(2:42)
2. LOVE에 빠지다(3:19)
PV에 3개의 암호가 포함되어 있다고 발표했는대, 그중 하나로는 화면 상단에 나오는 세계각지의 날씨 자막이 스크롤 되는 도시의 머리글자를 연결해 가면 "미스 패러렐 월드"의 가사 일부가 된다.
커버버전이 "태고의 달인14"에 수록된다.
3. 여름의 황금비(3:40)
4. 안녕 오파츠(3:29)
5. 원소기행(2:44)